# Dreiwappenstein am Kießlich

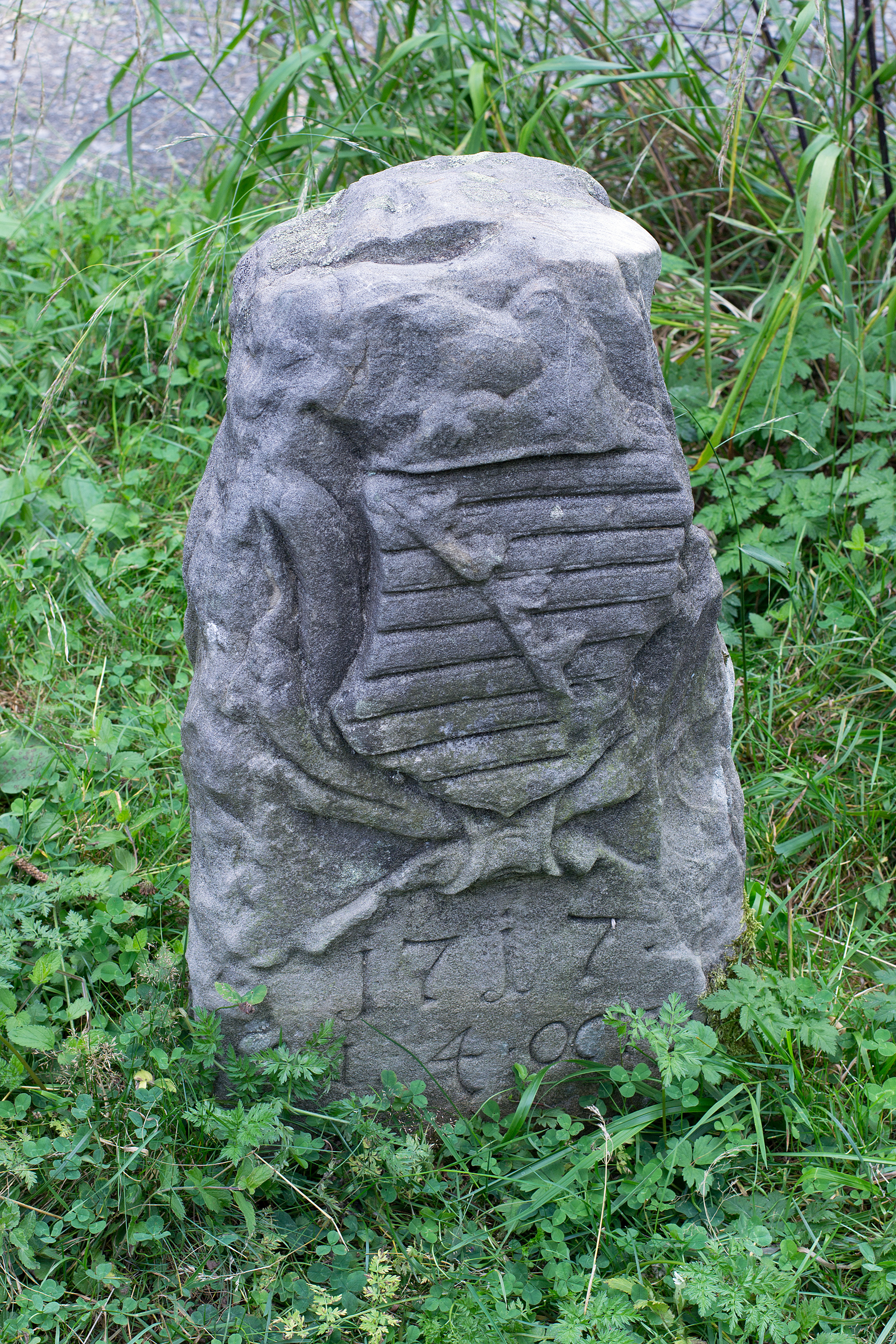
In Richtung Thüringen weisende Seite des Dreiwappensteins mit dem Wappen des Herzogtums Sachsen

Der Dreiwappenstein am Kießlich (Landesgrenzstein Nr. 634) ist ein historischer Grenzstein aus dem 18. Jahrhundert an der Landesgrenze zwischen den beiden deutschen Bundesländern Bayern und Thüringen.

## Lage
Der Dreiwappenstein befindet sich etwa zwei Kilometer südöstlich von Lauenhain, einem Gemeindeteil der oberfränkischen Stadt Ludwigsstadt, am Eppenberg; benannt ist er jedoch nach dem etwas weiter nördlich gelegenen Berg Kießlich. Er ist einer von einst 13 Dreiherrensteinen am Rennsteig. Aufgrund der großen Zahl mit Wappen geschmückter Grenzsteine wird ein Teil des Rennsteig-Abschnitts zwischen Steinbach am Wald und Brennersgrün, an dem sich der Dreiwappenstein am Kießlich befindet, als Schönwappenweg bezeichnet.

## Beschreibung
Der aus Sandstein gefertigte Grenzstein hat – ohne den im Boden verankerten Fuß – eine Höhe von 75 cm, eine Breite von 40 cm und eine Tiefe von 36 cm. Auf der Nordwestseite trägt er erhaben das nur noch fragmentarisch erhaltene Wappen der Markgrafschaft Bayreuth, den Brandenburgischen Adler, und darunter die Zahl „717“ (1717) und die Inschrift „I4 OCTOB“ (ursprünglich wohl DEN4 OCTOBR). Die südwestliche Seite des Dreiwappensteins zeigt erhaben das Amtswappen von Lothar Franz von Schönborn, Fürstbischof des Hochstifts Bamberg und Kurfürst und Erzbischof von Mainz. Unter dem Wappen befinden sich die Zahl „171“ (1717) und die Inschrift „EN4 OCTO“ (DEN4 OCTOBR). Auf der dritten, in Richtung Thüringen weisenden Seite ist das erhabene Wappen des Herzogtums Sachsen zu sehen, darunter die Jahreszahl „1717“ und das Fragment der Inschrift „N4 OCTO“ (DEN4 OCTOBR).

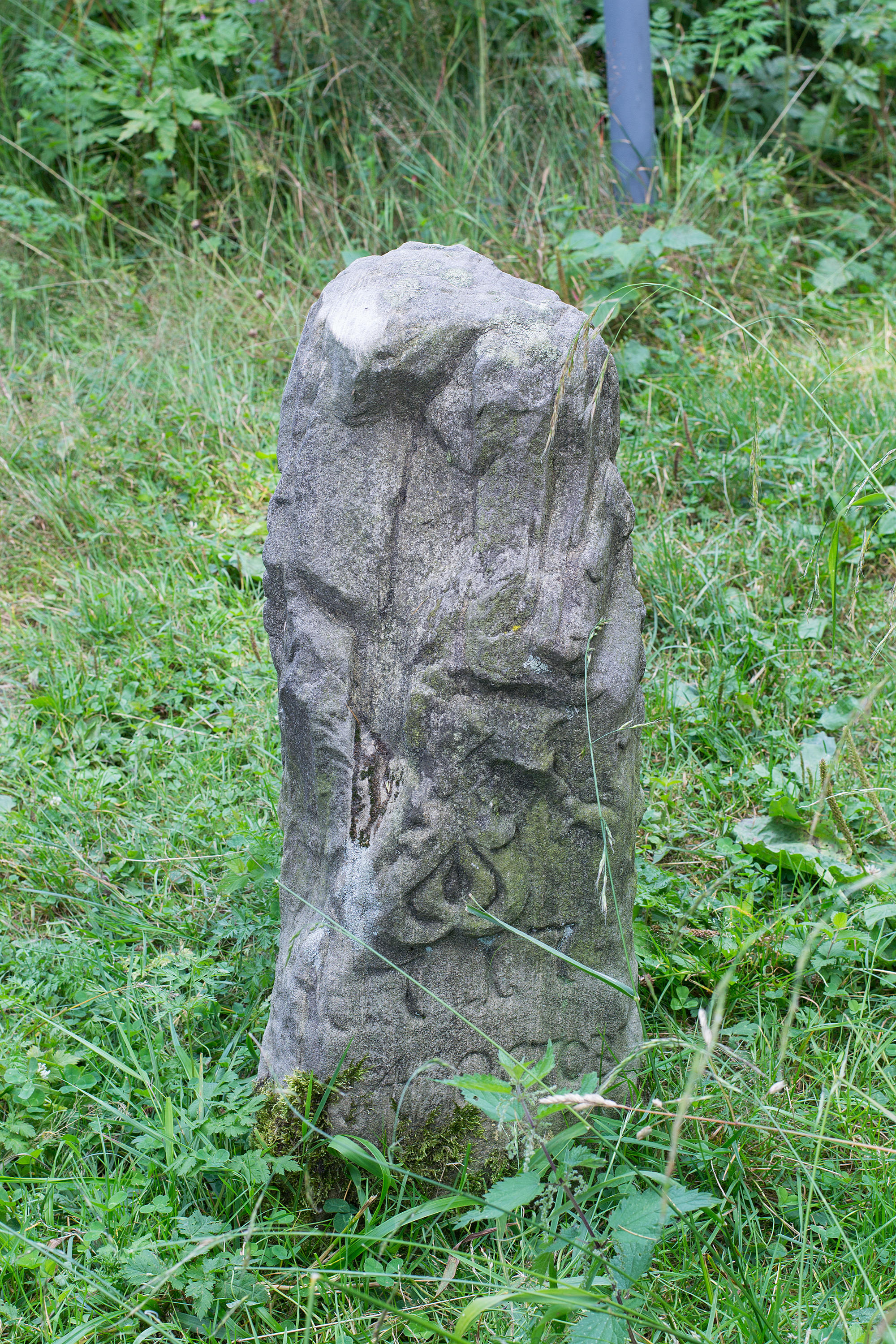
Nordwestseite mit dem Wappen der Markgrafschaft Bayreuth
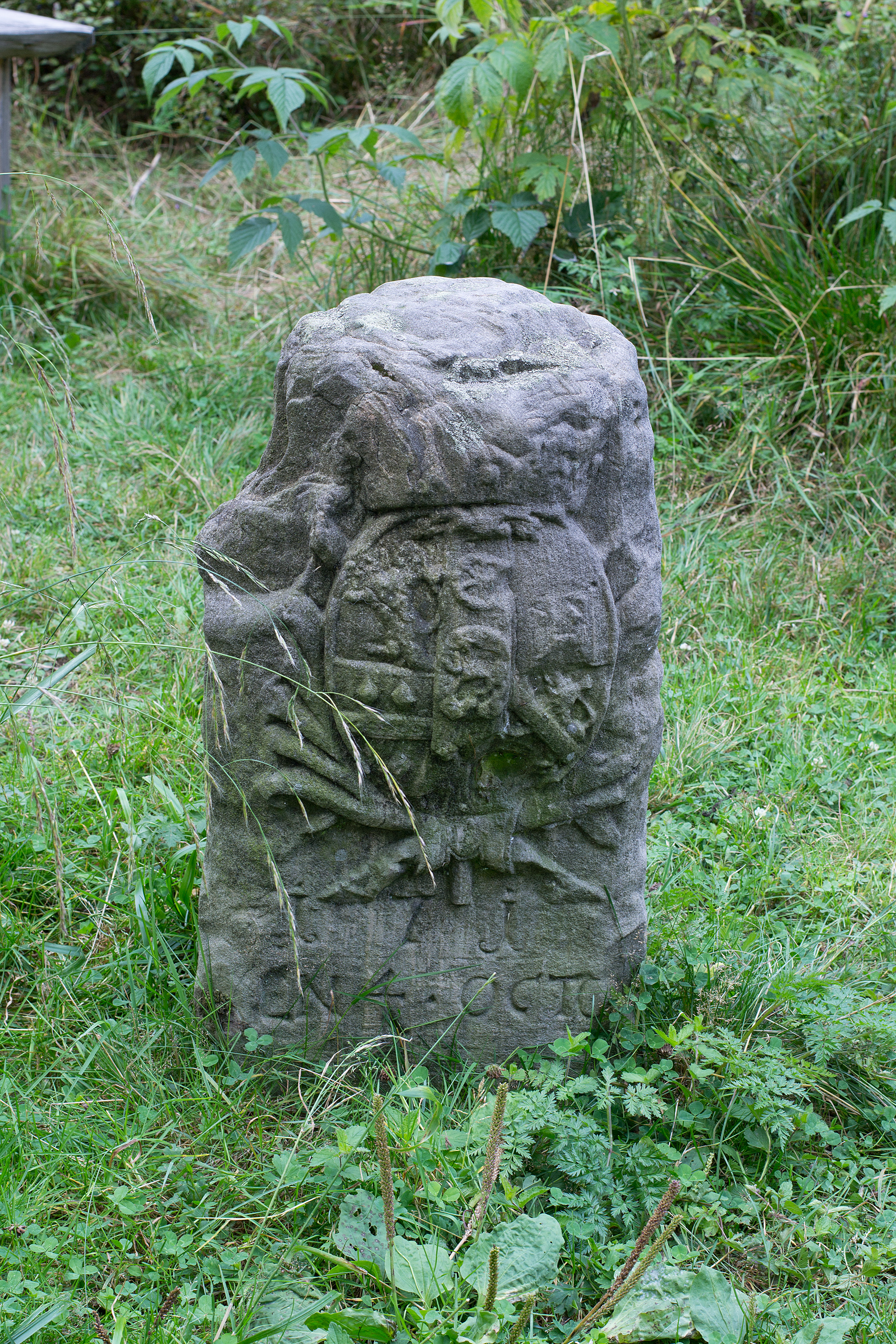
Südwestseite mit dem Wappen des Hochstifts Bamberg

## Geschichte
Der Dreiwappenstein am Kießlich wurde im Jahr 1717 gesetzt und hatte zwei Vorgänger von 1513 und 1619.  Einst trennte er die Herrschaftsgebiete der Markgrafschaft Bayreuth, des Hochstifts Bamberg und des Herzogtums Sachsen voneinander, heute markiert er den Grenzpunkt der Gemarkungen der oberfränkischen Städte Ludwigsstadt und Teuschnitz und der südthüringischen Stadt Lehesten.
Im Juni 1921 gab die Stadt Lehesten eine Serie von Notgeldscheinen heraus, die als Motive den 1902 erbauten und im Jahr 1979 gesprengten Wetzsteinturm und mehrere der Grenzsteine am Schönwappenweg zeigen. Auf dreien der Geldscheine sind die drei Seiten des Dreiwappensteins zu sehen; das Wappen der Markgrafschaft Bayreuth mit dem Brandenburgischen Adler ist auf der Abbildung noch vollständig. Die Beschädigungen des Wappens stammen aus der Zeit des Zweiten Weltkriegs. Wahrscheinlich wollten amerikanische oder sowjetische Soldaten den Adler als vermeintlich preußisches Symbol zerstören.
Eine im Rahmen einer 1984 erfolgten Restaurierung angefertigte Kopie des Dreiwappensteins ist auf der Burg Lauenstein im gleichnamigen Gemeindeteil der Stadt Ludwigsstadt ausgestellt.
Der Dreiwappenstein ist als Baudenkmal in die Bayerische Denkmalliste eingetragen. Aufgrund seiner Lage ist er sowohl in der Denkmalliste der Stadt Ludwigsstadt als auch in der Liste der Stadt Teuschnitz enthalten.